# 虹のカプセル
『虹のカプセル』(にじのカプセル)は、Jungle Smileの1枚目のスタジオ・アルバム。

## 収録曲
1. 恐竜のヘリコプター (4:47)
作詞:高木郁乃、作曲:吉田ゐさお、編曲:吉田ゐさお
2. 冒険 (ロマン) (5:27)
作詞:高木郁乃・芹沢類、作曲:Jungle Smile、編曲:吉田ゐさお・ZAK
3rdシングル。
3. 片思い (5:03)
作詞:高木郁乃・芹沢類、作曲:吉田ゐさお、編曲:吉田ゐさお・小森茂生
2ndシングル。
4. 無言電話 (3:35)
作詞:高木郁乃、作曲:吉田ゐさお、編曲:吉田ゐさお
5. 2:05PM (5:18)
作詞:芹沢類、作曲:吉田ゐさお、編曲:Achilles C.Damigos・吉田ゐさお
6. 擬似恋愛 (3:35)
作詞:高木郁乃、作曲:吉田ゐさお、編曲:吉田ゐさお
7. あの頃の海 (5:08)
作詞:高木郁乃、作曲:吉田ゐさお、編曲:吉田ゐさお
2ndシングルのカップリング曲。
8. 風をおこそう (4:14)
作詞:高木郁乃・芹沢類、作曲:吉田ゐさお、編曲:吉田ゐさお・小森茂生
1stシングル。
9. ランドセル (放課後みっくす) (5:05)
作詞:高木郁乃、作曲:吉田ゐさお、編曲:吉田ゐさお
3rdシングルのカップリング曲のアルバムバージョン。
10. 雲の中の散歩 (5:57)
作詞:高木郁乃、作曲:吉田ゐさお、編曲:Achilles C.Damigos・吉田ゐさお